# サンデン
サンデン株式会社（英: SANDEN CORPORATION）は、群馬県伊勢崎市に本社を置く電機メーカーである。中国・ハイセンスのグループ企業。

## 概要
主に自動車用エアコンなどを生産している群馬を代表する電機メーカー。かつては自動販売機、エコキュートなども生産していた。
特にカークーラー用コンプレッサーは主力製品であり国内自動車メーカーはもとよりPSA・プジョーシトロエン、ルノー、フォードといった欧州を中心とした自動車メーカーにも納められている。後付タイプのカーエアコン（カークーラー）は「レザム」の商品名で販売されていた。自動車用のインタークーラーも開発しており、スバル車用STIブランド、スズキのWRCカーSX4のインタークーラーはサンデン製である。
1970年代に浅野ゆう子の出演するテレビCM、および1980年代にMIEや石川秀美の出演するテレビCMが、1990年代までニッポン放送でタレントを起用しないCMがそれぞれ存在したが、その後は現在に至るまでTBSラジオで流れるスポットCMのみである。
かつては寒冷地向けの住宅用石油ストーブを生産しており、業界第2のシェアを持っていたが、需要の縮小や自動車・流通機器に経営資源を一本化するため、2007年7月に撤退、同業のサンポットへ事業譲渡。
近自然工法を導入して開発・造成した大規模な工業用地「サンデンフォレスト」は、地域やボランティア団体の活動のための場として提供され、環境保全活動にも力を注いでいる。
2004年から2008年までPWRCに参戦している新井敏弘選手のチームスポンサーであった。2008年にもWRCクラスに参戦したスズキ・SX4のスポンサーになっている。
2019年10月、祖業に近い会社であるサンデン・リテールシステム株式会社の発行済株式の全てをインテグラルが運営する関連事業体の出資により組成されたSDRSホールディングス株式に譲渡。非中核事業から撤退し、電気自動車（EV）向け自動車部品の開発に集中することを発表した。

### ハイセンスグループ傘下へ
サンデンホールディングスは主力事業である自動車用空調事業の不振などにより、2020年6月30日に事業再生実務家協会に対して事業再生ADR手続を申請し、即日受理された。　
2020年7月14日に第1回債権者会議が行われ、取引先金融機関から事業再生計画まで債務返済の一時停止、つなぎ融資を含む資金支援を受けることと、資金支援の債権について対象債権者の債権よりも優先的取扱いを認めることなどについての同意を得た。2021年3月22日に行われた第2回債権者会議にて、ハイセンス・ホーム・アプライアンス・グループとの間で、第三者割当増資の方法によりハイセンスが設立した特別目的会社である海信日本オートモーティブエアコンシステムズに対して普通株式を発行する契約を締結した。
2021年5月7日に事業再生ADRが成立。再生計画では、取引金融機関20社が海信日本オートモーティブエアコンシステムズに対する第三者割当増資実行と同時に債務免除を行う、取引金融機関20社から金融支援を受けることなどが盛り込まれた。
事業再生ADR成立を受け、サンデンホールディングスは2021年5月7日に東京証券取引所に対して事業再生計画を提出して東京証券取引所は時価総額審査を開始する。サンデンホールディングスは2021年3月期に債務超過となったが、事業再生ADR手続で債務超過解消を計画しており、東京証券取引所が再建計画を認可したため、債務超過となった場合でも上場廃止とはならない。同年5月8日から6月7日まで時価総額を審査した結果、1か月間の平均時価総額並びに6月7日の時価総額が10億円以上となり、上場は維持された。
2021年5月31日に第三者割当増資を実行してサンデンホールディングスは海信日本オートモーティブエアコンシステムズの子会社となり、6月25日付でハイセンス・ホーム・アプライアンス・グループから役員が送られて代表取締役会長に段躍斌が、代表取締役社長執行役員に朱聃がそれぞれ就任した。以降はハイセンスグループ傘下で再建を図っている。
2022年1月1日にサンデン株式会社へ商号を変更する。

## 沿革
- 1943年（昭和18年）- 三共電器株式会社を設立。
- 1948年（昭和23年）- 自転車用発電ランプを生産開始。
- 1952年（昭和27年）- 日本工業規格（JIS）の制定とともに自転車用発電ランプが指定工場となる。
- 1956年（昭和31年）- 小型モーター及び電気洗濯機、その他家庭電化製品の生産開始。営業部門の本拠地を東京に移転。
- 1958年（昭和33年）- アイスクリーム冷凍ストッカー、冷蔵ショーケースの生産開始。
- 1959年（昭和34年）- モペッド「三共コリー」を生産開始。
- 1961年（昭和36年）- 噴水型ジュース自動販売機の生産開始。
- 1962年（昭和37年）- 株式を東京証券取引所市場第二部に上場。
- 1963年（昭和38年）- 寒冷地向け石油ストーブの生産開始（同社では「オイルヒーター」）。ポット式石油ストーブの生産開始。
- 1964年（昭和39年）- 三共電器から営業部門を分離独立し、三共販売株式会社を設立（1973年10月、サンデン販売株式会社に商号変更）。
- 1970年（昭和45年）
  - 米国ミッチェル社とカーエアコン用コンプレッサーの技術提携。カーエアコン用コンプレッサーの生産を開始。
  - 米国カイザー社と技術提携。スーパー用大型ショーケースを発売。
- 1971年（昭和46年）- カークーラー及びカークーラー用コンプレッサーの生産開始。
- 1973年（昭和48年）8月 - 伊勢崎市の八斗島工業団地内に八斗島工場（現・八斗島事業所）を新設し、カーエアコン用コンプレッサーの生産を開始。株式が東京証券取引所市場第一部に指定。同時に「三共」の商標を「サンデン」に改称。商標を「三共」から「サンデン」に変更（ただし石油ストーブは翌年から）。
- 1974年（昭和49年）- ミッチェル社からカーエアコン用コンプレッサーの世界販売権を取得。三共インターナショナル株式会社を設立（資本金1,000万円）。三共インターナショナル株式会社シンガポール事務所を開設。三共インターナショナル（U.S.A.）をダラスに設立（資本金3万米ドル）
- 1977年（昭和52年）- シンガポール事務所を現地法人・三共インターナショナル（シンガポール）として設立（資本金5万シンガポールドル）。
- 1978年（昭和53年）- 冷凍車用冷却装置の生産を開始。ドイツマルク建転換社債（4,000万ドイツマルク）発行。三共インターナショナル（オーストラリア）を設立（資本金5万オーストラリア・ドル）。サンデン・エアコンディショニング（マレーシア）を設立。三共インターナショナル株式会社英国事務所を開設。
- 1979年（昭和54年）- 第1回スイスフラン建転換社債（4,000万スイスフラン）発行。自転車用発電ランプ製造の三共電器電装株式会社設立（資本金5,000万円）。
- 1980年（昭和55年）- 三共インターナショナル株式会社台湾事務所を開設。米貨建転換社債（2,500万米ドル）を発行。ミッチェル社が所有するカーエアコン等に利用するコンプレッサーの特許権を取得。三共インターナショナル株式会社英国事務所を三共インターナショナル（英国）に改称し、現地法人に組織変更。三共インターナショナル (U.S.A.) にカーエアコン用コンプレッサー生産工場を設立。
- 1982年（昭和57年）- 社名をサンデン株式会社に変更。
- 1984年（昭和59年）- 現在のロゴマークに変更。
- 2002年（平成14年）- 赤城山中に近自然工法を取り入れたサンデンフォレスト・赤城事業所完成。
- 2005年（平成17年）- 自然冷媒ヒートポンプ式電気給湯機「エコキュート」を発売開始。
- 2007年（平成19年）
  - 石油暖房機（ゼータス）の製造･技術をサンポット[2]へ譲渡。
  - フード機器ビジネスに参入。レギュラーコーヒーエスプレッソマシーン、蒸気で調理するスープサーバーを発売開始。
- 2008年（平成20年）- 石油暖房ボイラーの生産設備を長府製作所へ譲渡。
- 2011年（平成23年）- 東芝機器のカップ式自動販売機事業を譲り受ける。
- 2015年（平成27年）- 持株会社に移行し、社名をサンデンホールディングス株式会社に変更。
- 2016年（平成28年）- 東京本社を秋葉原ダイビルへ移転。冷凍機内蔵型/別置型CO2システムの開発と実用化が評価され「オゾン層保護・地球温暖化防止大賞  環境大臣賞」を受賞。
- 2017年（平成29年）
  - 自動車機器事業の国内子会社5社が株式会社三和へ、流通システム事業の国内子会社3社がサンワファブテック株式会社へ吸収合併。
  - 全天候を再現できる環境試験棟を中国・天津市に建設、稼働開始。
  - 7月 - 従来の冷媒に比べて大幅に地球温暖化への影響を下げられる、二酸化炭素（CO2）を冷媒に用いた自動車エアコン用の圧縮機を開発。メルセデス・ベンツ・Sクラスクーペ向けに、量産車として世界で初めて納入。
- 2018年（平成30年）-「健康経営優良法人2018」に認定。創立75周年イベント「サンデンフォレスト・赤城事業所　工場探検ディ♪」を開催。
- 2019年（平成31年/令和元年）
  - 健康経営優良法人2019（ホワイト500）に2年連続認定。
  - 自動車機器事業及び流通システム事業を営む子会社の株式等及びそれらの管理事業に関して有する権利義務の一部を、サンデン・オートモーティブコンポーネント株式会社、サンデン・オートモーティブクライメイトシステム株式会社及びサンデン・リテールシステム株式会社に簡易吸収分割。
  - 10月 - サンデン・リテールシステム株式会社の発行済株式の全てを、インテグラルが運営する関連事業体の出資により組成されたSDRSホールディングス株式に譲渡。
- 2020年（令和2年）
  - 6月 - 事業再生ADR手続の申込みを申請し、受理される[14]。
  - 7月 - 事業再生ADR手続に伴う第1回の債権者会議を実施し、銀行団からの約800億円の借入金について返済の一時停止の承認を得た[4]。
- 2021年（令和3年）5月 - 事業再生ADR手続が成立。海信日本オートモーティブエアコンシステムズに対して第三者割当増資を実行し、海信日本オートモーティブエアコンシステムズの子会社となる。
- 2022年（令和4年）1月 - サンデンホールディングスが、サンデン・オートモーティブクライメイトシステム、サンデン・オートモーティブコンポーネント、サンデン・リビングエンバイロメントシステム、サンデン・エンバイロメントプロダクツ、サンデン・アドバンストテクノロジー、サンデン・ビジネスアソシエイト及び株式会社三和の7社を吸収合併し、社名をサンデン株式会社に戻す。
- 2023年（令和5年）10月 - 東京証券取引所スタンダード市場へ市場変更。

## 主な事業子会社
- サンデン・オートモーティブクライメイトシステム株式会社（自動車空調システム事業）
- サンデン・オートモーティブコンポーネント株式会社（自動車空調用コンプレッサー事業）
- サンデン・リビングエンバイロメントシステム株式会社（住環境システム事業）
- サンデン・エンバイロメントプロダクツ株式会社（自然系冷媒コンプレッサー事業）
- サンデン・アドバンストテクノロジー株式会社（先行技術開発）
- サンデン・ビジネスアソシエイト株式会社（シェアード サービス・ロジスティクス）

※いずれも2022年1月1日付けでサンデンに吸収合併している。

## 不祥事

### 下請法違反
2024年2月28日、下請け企業61社に4000個超の金型などを無償で保管させていたのは下請法違反に当たるとして、公正取引委員会はサンデンに再発防止を勧告した。下請け業者の負担した保管費用は計1億円を超える見込みで、勧告では算定と各社への支払いを求めた。発表によると、サンデンは遅くとも2022年1月以降、下請け61社に貸与した空調用コンプレッサーなど計4220の金型を無償で保管させた。金型を使って製造する部品などの発注が長期間行われていなかったため、下請け業者は保管料を一方的に負担する状況だった 。